# Hats Off to the Bull
Hats Off to the Bull es el sexto álbum de estudio de la banda de metal alternativo de Chicago Chevelle. Se puso a la venta el 6 de diciembre del 2011. Salieron tres sencillos, Face to the Floor, Hats Off to the Bull y Same Old Trip.

## Lista de canciones
1. "Face to the Floor" – 3:38
2. "Same Old Trip" – 3:09
3. "Ruse" 4:39
4. "The Meddler" – 4:13
5. "Piñata" – 3:54
6. "Envy" – 4:19
7. "Hats Off to the Bull" – 3:55
8. "Arise" – 4:25
9. "Revenge" – 3:30
10. "Prima Donna" – 3:40
11. "Clones" – 3:27

La versión de iTunes tenía un tema extra llamado Indifference y la versión Best Buy dos, Glimpse of the Con y Still Running (esta última en directo).

## Miembros
- Pete Loeffler - Guitarra y voz
- Dean Bernardini - Bajo
- Sam Loeffler - Batería